# Fortsztadt
Fortsztadt (ros. Фортштадт) – chutor w Rosji, w Kraju Krasnodarskim, w rejonie nowokubańskim. W 2010 liczył 427 mieszkańców.